# 예우헨 부슬로비치
예우헨 레오니도비치 부슬로비치(우크라이나어: Євге́н Леоні́дович Бусло́вич, 1972년 1월 26일~2007년 10월 15일)는 우크라이나의 전직 레슬링 선수이다. 2000년 하계 올림픽에서 남자 자유형 밴컴급 은메달을 획득했다.

## 경력
키이우에서 태어났으며 잘리즈니치니 제149 중학교에서 수학했다. 12세때인 1984년에 레슬링을 시작했다.
소련 붕괴 직후인 1992년 우크라이나 청소년 레슬링 국가대표로 발탁되었으며 그 해 8월 헝가리 세케슈페헤르바르에서 열린 1992년 유럽 주니어 선수권 대회에서 5위에 올랐다. 이듬해인 1993년에 우크라이나 국가대표 선수로 발탁되었다.
1998년 5월 슬로바키아 브라티슬라바에서 열린 1998년 유럽 선수권 대회에서 벨라루스의 알렉산드르 구조프를 꺾고 동메달을 획득했다. 같은 해 9월 이란 테헤란에서 열린 1998년 세계 선수권 대회에 참가하면서 처음으로 세계 선수권 대회에 출전했고 7라운드에서 키르기스스탄의 루슬란 마디노프에게 패하여 6위에 올랐다. 이듬해인 1999년 10월에는 자그레브에서 열린 1999년 세계 군인 체육 대회에 출전하여 은메달을 획득했다. 같은 해 10월 앙카라에서 열린 1999년 세계 선수권 대회에서는 이란의 알리레자 다비르와 아제르바이잔의 아리프 아브둘라예프에게 패하여 25위를 기록했다.
2000년 2월 독일 라이프치히에서 열린 올림픽 참가 예선 대회에서 몽골의 어용빌레깅 푸레브바타르의 뒤를 이어 2위에 오르며 2000년 하계 올림픽 출전권을 획득했다. 올림픽을 앞둔 4월에는 헝가리 부다페스트에서 열린 2000년 유럽 선수권 대회에서 준결승까지 진출했다. 준결승에서는 러시아의 무라트 라마자노프에게 패하였으며 동메달 결정전에서 슬로바키아의 안드레이 파샤네크를 꺾으며 두 번째 유럽 선수권 대회 동메달을 획득했다.
2000년 9월에는 오스트레일리아 시드니에서 열린 2000년 하계 올림픽에 참가했고 예선 6조에서 아르메니아의 마르틴 베르베리얀, 아제르바이잔의 아브둘라예프, 독일의 오트마어 쿠너를 전승으로 꺾으며 준결승에 진출했다. 준결승에서는 우즈베키스탄의 다미르 자하르트디노프를 2-0으로 꺾으며 결승에 올랐으며 결승에서 이란의 다비르에게 3-0으로 패하여 은메달을 획득했다.
시드니 올림픽 이후 우크라이나 국가대표에서 은퇴했으며 독일로 건너가 레슬링 분데스리가에서 활동했다. 이후 2007년 10월 15일 저녁 조깅 도중 마카리우구의 칼리니우카에서 버스에 치여 사망했다.